# Vlag van Berlijn

Vlag van Berlijn (ratio 3:5)

Landesdienstflagge van Berlijn (ratio 3:5)

Verticale variant

De vlag van Berlijn heeft volgens de Berlijnse grondwet van 1995 de kleuren wit en rood en toont de Berliner Bär ("Berlijnse Beer"). Ze wordt met kleine stilistische veranderingen sinds 1911 gebruikt en werd in 1913 voor het eerst vanaf het Rotes Rathaus te Berlijn uitgestoken. De Berlijnse Landesdienstflagge is dezelfde vlag, maar dan met de beer in een wapen onder een kroon. De vlag is op 26 mei 1954 officieel aangenomen.

## Symboliek
De kleuren rood en wit zijn de kleuren van de Mark Brandenburg en verwijzen naar de geschiedenis van Berlijn als onderdeel van dat markgraafschap. Daarnaast staan de kleuren ook symbool voor de hechte band met de huidige deelstaat Brandenburg, waarbinnen Berlijn een enclave is; de vlag van Brandenburg is namelijk rood-wit.
De in de vlag afgebeelde beer is de beer uit het wapen van Berlijn en symboliseert de stad. Mogelijk verwijst de Duitse naam van het dier, Bär, naar het eerste deel van de naam van de stad. De beer kwam al voor het eerst in 1280 in een Berlijnse zegel voor.

## Ontwerp
De vlag is in drie horizontale banen ingedeeld. De buitenste banen zijn rood en nemen ieder een vijfde van de hoogte van de vlag in. De witte baan neemt derhalve drie vijfde van de hoogte in. De hoogte-breedteverhouding is 3:5, net zoals bij de Duitse nationale vlag.
De beer bevindt zich in de witte baan. In de Landesdienstflagge, de versie die door de overheid gebruikt wordt (dienstvlag), staat de beer zoals vermeld in een gekroond wapenschild; in de gewone civiele vlag staat de beer zonder wapen en kroon afgebeeld. De beer ziet er in beide versies hetzelfde uit: zwart met een rode tong en rode klauwen. Hij kijkt naar links en bevindt iets links van het midden van de vlag.
Er is ook een verticale variant in gebruik. Deze heeft de rode banen aan de linker- en rechterkant met de beer boven in de witte baan. De hoogte-breedteverhouding van deze vlag is doorgaans 5:2.

## Geschiedenis

### Zwart-wit en zwart-rood-wit
In de middeleeuwen waren veel steden verplicht om troepen te leveren aan de vorst; zo ook Berlijn. Deze Mannschaften droegen vlaggen (vaandels) en emblemen, zodat vriend en vijand hen kon herkennen. De Berlijners gebruikten in die tijd vlaggen en emblemen in de kleurencombinatie zwart-wit, afkomstig van het stadswapen. Als specifiek Berlijns symbool verscheen een zwarte beer op een zilveren (wit) veld. Na verloop van tijd werden in de steden de vlaggen ook voor civiele doeleinden gebruikt, zodat ze naast de stedelijke zegels en wapens een stadssymbool werden. Toen in de 17e eeuw het koninkrijk Pruisen steeds dominanter werd over de daaronder vallende Mark Brandenburg (waarin Berlijn lag), gingen de Pruisische kleuren (ook zwart en wit) de Berlijnse kleuren vergezellen en verdween het Brandenburgse rood-wit uit het straatbeeld. Daardoor verloor de Pruisische bevolking het idee dat Berlijn historisch een onderdeel was van Brandenburg en dat de Berlijnse kleuren veel ouder zijn dan die van Pruisen.

Vlag van Berlijn, 1861–1911 (ratio 2:3)

De onwetendheid over de eigen stadskleuren en het feit dat de stadskleuren dezelfde waren als die van de Pruisische staat, zorgde voor een groeiend onbehagen bij de Berlijners. De terugkeer van Willem I van Duitsland en zijn vrouw Augusta van de kroning in Koningsbergen was voor Rudolf Virchow, die niet alleen arts was maar ook in de stadsraad zat, op 30 oktober 1861 de reden dat hij het stadsbestuur verzocht om te onderzoeken of de kleuren rood en wit de officiële stadskleuren konden worden. Deze kleuren moesten verwijzen naar het Berlijnse lidmaatschap van de Hanze, die tot het midden van de 15e eeuw duurde. Stadsarchivaris Ernst Fidicin stelde vervolgens als compromis een zwart-rood-witte horizontale driekleur voor. Dit idee werd op 19 december van hetzelfde jaar geaccepteerd.
Maar ook met deze vlag had men weinig geluk. Na minder dan zes jaar ontstond er opnieuw verwarring. De in 1867 opgerichte Noord-Duitse Bond verordonneerde dat een zwart-wit-rode verticale driekleur haar vlag zou zijn. In 1871 nam het Duitse Keizerrijk deze vlag over. De Berlijners, die van huis uit geen vlaggenexperts waren, maar ook niet-Berlijners snapten het vaak niet als bij feestelijkheden de stad met de nationale zwart-wit-rode vlag werd versierd, terwijl voor het stadhuis vlaggen met een schijnbaar verkeerde kleurenvolgorde hingen. Sommigen dachten dat het om de democratische zwart-rood-goudgele vlag uit de Maartrevolutie ging (die nu de Duitse nationale vlag is), waarvan de onderste witte baan volgens hun fantasie verbleekt goudgeel was. Om deze verwarring in de toekomst te voorkomen, werd voorgesteld om de strepen in verticale volgorde op de vlag te plaatsen. Dit was echter ongewenst, omdat de Latijnse volken hun strepen verticaal zouden plaatsen (zoals in de Franse vlag en die van Italië) en de Germaanse de horizontale volgorde zouden aanhouden. Anderen stelden voor om de vlag in vijf of zeven horizontale banen in de kleuren zwart, wit en rood in te delen.
Hoewel de vlag in de 19e eeuw niet aangepast zou worden, ook niet toen Berlijn in april 1881 uit de Pruisische provincie Brandenburg werd losgemaakt en zelf provincierechten kreeg, bleef de verwarring bestaan. Op 15 februari 1908 verzochten de stadsbestuurders het Koninklijke Geheime Staatsarchief en het Preußisches Heroldsamt om suggesties voor een oplossing. De antwoorden van beide instituten boden echter geen duidelijke oplossing. Het Staatsarchief liet weten dat het klassieke (Brandenburgse) wapen van een rode adelaar op een wit veld in combinatie met het latere Pruisische wapen ertoe leidt dat de stadskleuren zwart, rood en wit zijn; ook het Heroldsamt wilde aan de kleuren van 1861 vasthouden, maar stelde daarbij (voorlopig tevergeefs) wel voor het Berlijnse wapen in de vlag op te nemen.

### De komst van de vlag met de beer en de vlag ten tijde van nazi-Duitsland
Aangezien er nog steeds geen tot tevredenheid stemmende oplossing was, gaf Oberbürgermeister Martin Kirschner aan de voorzitter van een Brandenburgse historische vereniging, Ernst Friedel, de opdracht om een ontwerp voor een nieuwe Berlijnse vlag te maken. Friedel verving in zijn eerste ontwerp de zwarte baan door een zwarte beer, waarmee het stadsbestuur akkoord ging. De positie van de kleuren rood en wit lag gevoeliger. Na meerdere ontwerpen ingediend te hebben, ging het bestuur uiteindelijk akkoord met twee even brede rode strepen aan de boven- en onderkant van een groot wit veld waarop ook de beer staat afgebeeld. De meeste kopzorgen gaf de muurkroon uit het wapen. Wilde men deze eerst in de rode baan plaatsen, uiteindelijk is besloten om de kroon niet in de vlag op te nemen.
Op 14 juni 1911 verving het Berlijnse stadsbestuur de zwart-rood-witte vlag door de nieuwe vlag met de beer. De nieuwe vlag werd voor het eerst gehesen op de verjaardag van keizer Wilhelm II op 27 januari 1913 vanaf de toren van het Rotes Rathauses, het Berlijnse stadhuis. Aangezien het een windstille dag was, kregen de Berlijners weinig van de vlag te zien.
Ook in nazi-Duitsland richtte men zich op het thema van de Berlijnse vlag. In 1934 ontwierp Sigmund von Weech op verzoek van de nazi's aangestelde Staatskommissars in der Hauptstadt Berlin, Julius Lippert, een nieuw wapen. Dit wapen toont een recht staande beer met rode tong in een wit schild met een rode rand. Boven het schild staat een gestileerde rode muurkroon. Dit wapen werd ook in de vlag geplaatst, maar deze aangepaste vlag was in het nazi-tijdperk weinig te zien, omdat in heel Duitsland de nationaalsocialistische symbolen dominant waren.

### West-Berlijn

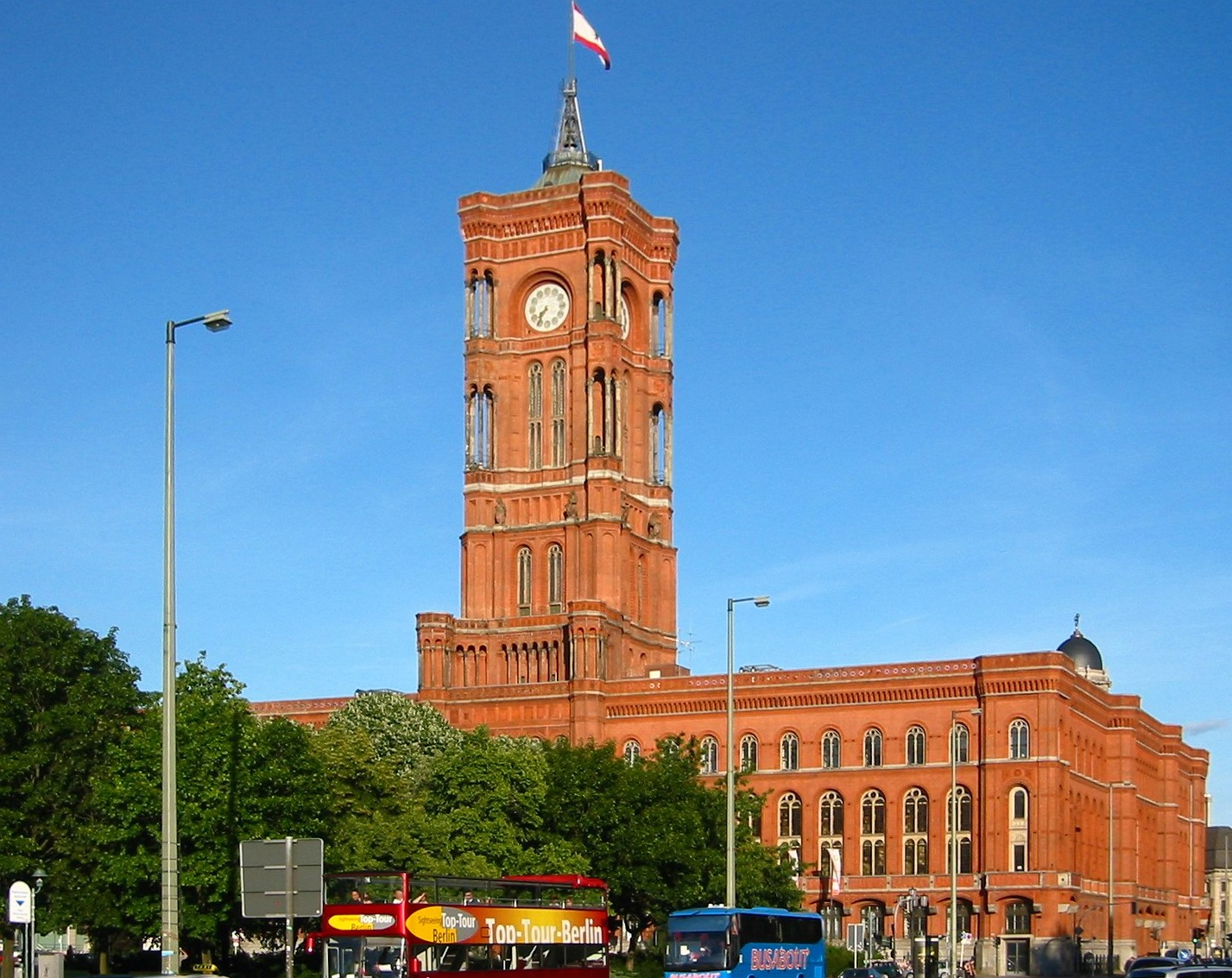
Rotes Rathaus met Berlijnse vlag op de toren.

Na het einde van de Tweede Wereldoorlog werden de berenvlaggen in januari 1946 in het ontwerp voor een Berlijnse grondwet opgenomen. De voorlopige grondwet van de Geallieerde bezetters van 13 augustus 1946 meldt "Berlijn voert het wapen, het zegel en de vlag met de beer". Ook in het ontwerp voor een nieuwe, democratische Berlijnse grondwet van 22 april 1948 staat iets dergelijks: "Berlijn voert de vlag, het wapen en het zegel met de beer, de vlag in de kleuren wit-rood. Hoewel men het over de beer als traditioneel Berlijns symbool eens was, bestonden er wel meningsverschillen over de ontwerpdetails; om dit op te lossen werd een ontwerpwedstrijd uitgeschreven, maar die zou dankzij de deling van de stad nooit gehouden worden.
Krachtens artikel 23 van de Duitse Grondwet van 23 mei 1949 werd (Groot-)Berlijn een Duitse deelstaat. De grondwet kon echter wegens de Duitse deling alleen op West-Berlijn van toepassing zijn. West-Berlijn nam op 1 september 1950 een eigen deelstaatsgrondwet aan. In deze grondwet werden geen wapen en vlag vastgelegd; wel werd vermeld dat de beer het Berlijnse wapendier is. Om tot een nieuw wapen en een nieuwe vlag te komen, werd in 1952 een ontwerpwedstrijd uitgeschreven. Deze wedstrijd werd gewonnen door Richard Blank, maar zijn ontwerp zou nooit bekrachtigd worden. Het duurde eerst een jaar voordat de Berlijnse Senaat zich voor Blanks ontwerp uitsprak, en toen bleek dat een meerderheid van de leden van het Abgeordnetenhaus von Berlin tegen het ontwerp stemden. In 1954 nam men dan het wapen aan dat als tweede uit de ontwerpwedstrijd kwam. Dit ontwerp, van de hand van Ottfried Neubecker, toont een rechtop staande beer in een zilveren schild, waarboven een gouden kroon staat. In de Berlijnse civiele vlag werd het wapen uit 1934 vervangen door de beer uit het nieuwe wapen. Naast deze vlag werd ook een dienstvlag ingevoerd, die het complete wapen toont.

### Oost-Berlijn

Vlag van Oost-Berlijn, 1956-1990 (ratio 3:5)

In Oost-Berlijn zag men in eerste instantie weinig reden tot actie. De DDR bestond na 1952 niet zoals de Bondsrepubliek Duitsland uit deelstaten, maar was in districten (Bezirke) ingedeeld. Deze districten en Oost-Berlijn hadden wel eigen wapens, maar zonder officiële status. Krachtens de Siegelordnung der DDR van 1953 moesten de steden en gemeenten als dienstzegel het staatsembleem van de DDR gebruiken. Oost-Berlijn voerde tot 1990, niet voor officiële maar voor culturele doeleinden, het wapen en de vlag in de vorm van 1934. In 1956 werd het ontwerp wel enigszins aangepast. De reden daarvoor was dat de West-Berlijnse vlag van 1954 moeilijk te onderscheiden was van de Oost-Berlijnse vlag. Om verwarring te voorkomen en om geen geheel nieuwe vlag te hoeven ontwerpen, besloot men in de DDR dat de brede rode strepen van de Oost-Berlijnse vlag gehalveerd en iets naar het midden van de vlag verplaatst moesten worden.

### Hereniging van Oost- en West-Berlijn
Na de Duitse Hereniging van 1990, en daarmee de hereniging van Berlijn, werd de vlag van West-Berlijn de vlag van heel Berlijn. Dit is in de Berlijnse grondwet van 1995 vastgelegd. Aldus gebruikt Berlijn, afgezien van enkele stilistische wijzigingen, de vlag die in 1911 ontworpen werd.

## Vlaginstructie

Standaard voor leden van de Berlijnse Senaat.

De Berlijnse vlaginstructie wordt in de Beflaggungsverordnung en in de Ausführungsvorschriften zum Gesetz über die Hoheitszeichen des Landes Berlin geregeld.
De Landesflagge is de civiele vlag en deze mag altijd door iedereen gehesen worden, mits men waardig met de vlag omgaat. De overheid hijst doorgaans de Landesdienstflagge, dus de versie met de beer in het wapen, maar soms ook de civiele vlag. Gewone burgers mogen de Landesdienstflagge niet hijsen. Voor leden van de Berlijnse Senaat is er een aparte vlag: deze is vierkant en toont binnen een rode rand een wit veld waarop de beer staat afgebeeld.

### Vlagdagen
Alle gebouwen die door de Berlijnse overheid in gebruik zijn vallen onder de Beflaggungsverordnung, alsmede de diensten die onder toezicht van de Berlijnse overheid staan. Er moet op de vastgestelde dagen gevlagd worden. Op sommige dagen moet de vlag halfstok worden gehesen.
Zonder nadere verordeningen moet op de volgende dagen worden gevlagd:
a) op 27 januari, de Tag des Gedenkens an die Opfer des Nationalsozialismus (halfstok);
b) op de Dag van de Arbeid (1 mei);
c) op Europadag (9 mei);
d) op de jaardag van de Grondwet voor de Bondsrepubliek Duitsland (23 mei);
e) op 17 juni ter herdenking van de volksopstand in de DDR (1953);
f) op 20 juli ter herdenking van het Complot van 20 juli 1944;
g) op de Dag van de Duitse eenheid (3 oktober) ter ere van de Duitse Hereniging;
h) op Volkstrauertag (tweede zondag voor de eerste advent; halfstok);
i) op de dag van de verkiezing van de Bondspresident van Duitsland;
j) op de dag van algemene verkiezingen voor het Europees Parlement, de Duitse Bondsdag of de Berlijnse verkiezingen.
Het is de twaalf Berlijnse districten toegestaan om een eigen vlag te gebruiken, die naast de nationale en Berlijnse vlag gehesen mag worden.

### Volgorde van de vlaggen
Doorgaans wordt de Berlijnse vlag samen met de Duitse en Europese gehesen, aan aparte vlaggenmasten. De volgorde waarin deze vlaggen geplaatst moeten worden is hetzelfde als in de meeste andere Duitse deelstaten. Kijkend naar het gebouw waar de vlaggenmasten zich voor bevinden, wordt links de vlag van Europa gehesen, daarnaast de Duitse vlag en vervolgens de Berlijnse vlag. Doorgaans hijst men de gewone Berlijnse vlag, maar overheidsdiensten mogen de Landesdienstflagge gebruiken. Wanneer er slechts twee vlaggenmasten zijn, wordt de Europese vlag niet gehesen.
Voorbeelden van bevlagging bij drie en twee vlaggenmasten (vooraanzicht):
| Standaardbevlagging bij drie vlaggenmasten: | Standaardbevlagging bij drie vlaggenmasten: | Standaardbevlagging bij drie vlaggenmasten: |  | bij twee vlaggenmasten: | bij twee vlaggenmasten: |
| Europaflagge                                | Bundesflagge                                | Landesflagge                                |  | Bundesflagge            | Landesflagge            |
|                                             |                                             |                                             |  |                         |                         |
| Voor overheidsgebruik:                      |                                             |                                             |  |                         |                         |
| Europaflagge                                | Bundesflagge                                | allgemeine Dienstflagge                     |  | Bundesflagge            | allgemeine Dienstflagge |
|                                             |                                             |                                             |  |                         |                         |
| Op Europadag (9 mei):                       |                                             |                                             |  |                         |                         |
| Europaflagge                                | Bundesflagge                                | Landesflagge                                |  | Europaflagge            | Europaflagge            |

## Aanbevolen literatuur
- Bundesministerium des Innern (1956): Wappen und Flaggen der Bundesrepublik Deutschland und ihrer Bundesländer, Carl Heymanns Verlag KG, Bonn enz.
- Hans J. Reichhardt (1979): Der Berliner Bär. Kleine Geschichte eines Stadtsymbols in Siegel, Wappen und Flagge, in: Presse- und Informationsamt des Landes Berlin (Hrsg.): Berliner Forum, 2/79, Kupijai & Prochnow, Berlin.
- Bundeszentrale für politische Bildung (1994): Wappen und Flaggen der Bundesrepublik Deutschland und ihrer Länder, Magdeburger Druckerei GmbH, Bonn, ISBN 3-89331-206-4.